# La Paloma (Valle de Valdebezana)
La Paloma es un núcleo de población español, perteneciente a Castilla y León, en la provincia de Burgos. Se encuentra en la comarca de Las Merindades, concretamente en el territorio del Valle de Valdebezana que se conoce como Villa de Virtus.
Tiene un acceso pavimentado a la altura del punto kilométrico 89,2 de la carretera N-623.
Se caracteriza por la gran extensión de las fincas de las viviendas, dando lugar a una estructura urbana bastante diseminada, que a su vez tienen formas bastante regulares. Esto se explica tanto por la baja población, como por la poca antigüedad del asentamiento.

## Demografía
Gran parte de las viviendas habitadas: 10 personas aprox.